# Hymn Gambii
For The Gambia Our Homeland („Dla Gambii, naszej Ojczyzny”) – hymn państwowy Gambii. Został przyjęty w 1965 roku. Słowa napisała Virginia Julie Howe, a muzykę opartą na tradycyjnej pieśni Foday Kaba Dumbuya skomponował Jeremy Frederick Howe.

## Oficjalne słowa angielskie
For The Gambia, our homeland
We strive and work and pray,
That all may live in unity,
Freedom and peace each day.
Let justice guide our actions
Towards the common good,
And join our diverse peoples
To prove man's brotherhood.
We pledge our firm allegiance,
Our promise we renew;
Keep us, great God of nations,
To The Gambia ever true.